# Mas del Tancat
El Mas del Tancat és una masia d'Amposta inclosa a l'Inventari del Patrimoni Arquitectònic de Catalunya.

## Descripció
Per a anar al Mas de Tancat, cal agafar una carretera secundària des de la que va de Sant Jaume a Amposta, a 3,5 km d'aquesta, en direcció a la Ràpita.
D'estructura força senzilla, però interessant, ja que la casa té adossades unes paridores (o corral per a tancar ovelles).
L'habitatge és un cos de planta rectangular, totalment homogeni. En alçat, té planta baixa i un pis; la teulada té doble vessant amb un petit voladís en forma de senzilla motllura per amagar els caps de les bigues. Al mur es barregen maó i maçoneria.
Té dues portes a la planta baixa, una d'elles gran, per poder entrar el carro, i dues finestres grans i tres de petites al pis, tot amb llindes o amb un arc escarser de maons. Hi ha un petit rafal adossat que dona al pati de les paridores. Aquest, adossat al sud té un espai rectangular amb un gran pati central rodejat per dues de les quatre bandes (una d'entrada) que conformen una galeria -on s'aixopluguen les ovelles- oberta a ell mitjançant grans arcades amb arcs carpanells de maó seguits. Avui sectors del sostre de la galeria han caigut.
El pou, refet modernament, està vora les paridores, i tenia una pica gran per abeurar les ovelles. S'hi va tancar un ramat, que no era dels propietaris, fins fa pocs anys.